# 布萊恩·克拉克

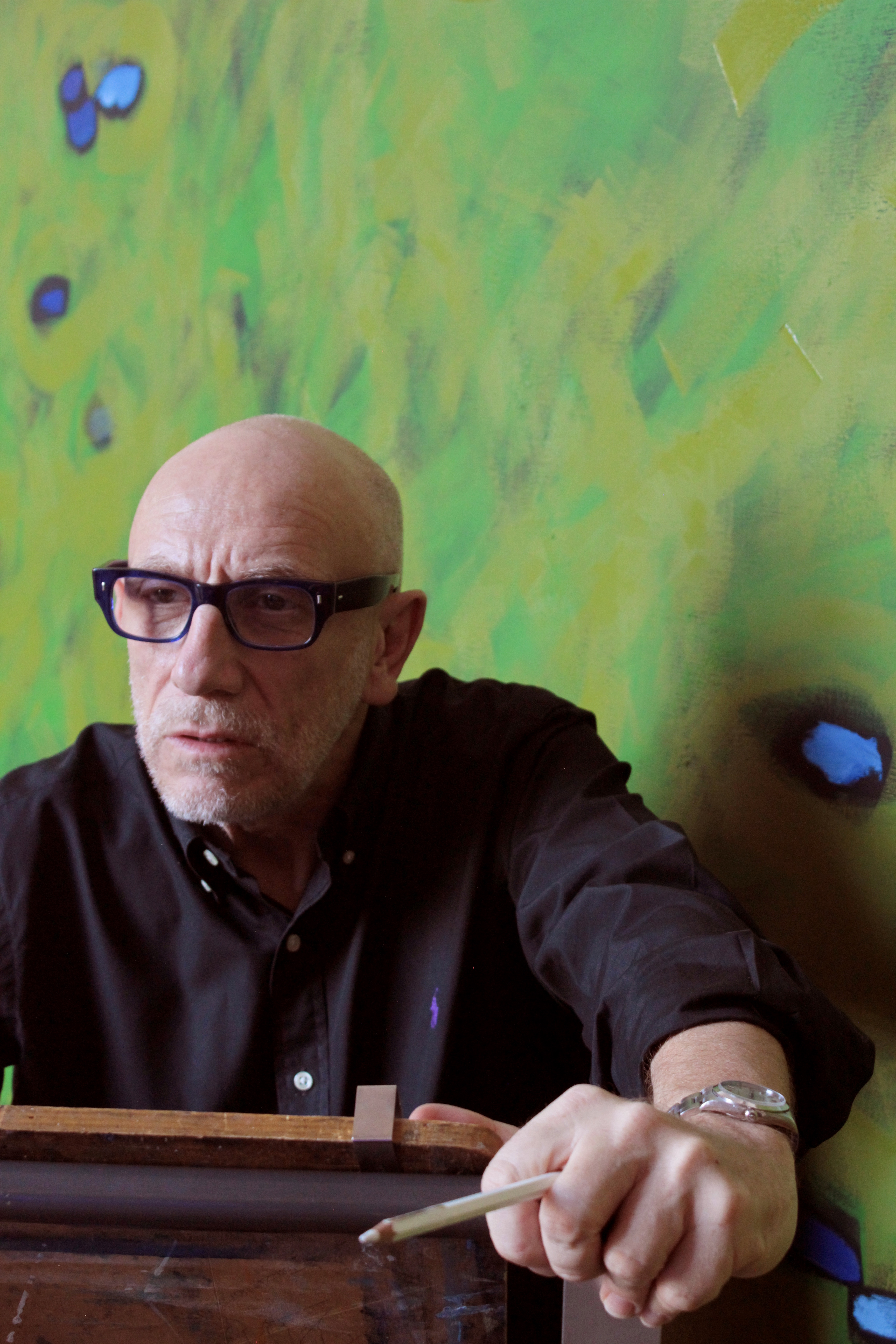
布莱恩·克拉克爵士

布莱恩·克拉克爵士， FRIBA（英語：Sir Brian Clarke，1953年7月2日—2025年7月1日）是英国画家、建筑艺术家和版画家，以其大型彩色玻璃项目、布景设计以及与现代和当代建筑中的主要人物的合作而闻名。
克拉克的建筑合作包括由或共同设计的建筑物中的艺术品和提案，扎哈·哈迪德、 诺曼·福斯特 、矶崎新 、贝聿铭 、西萨·佩里和伦佐·皮亚诺。他与艺术家和文化人物合作，包括摄影师大卫贝利、电影制片人休哈德森，并与前披头士乐队保罗麦卡特尼合作制作专辑封面和舞台布景，与琳达麦卡特尼合作制作彩色玻璃和摄影。

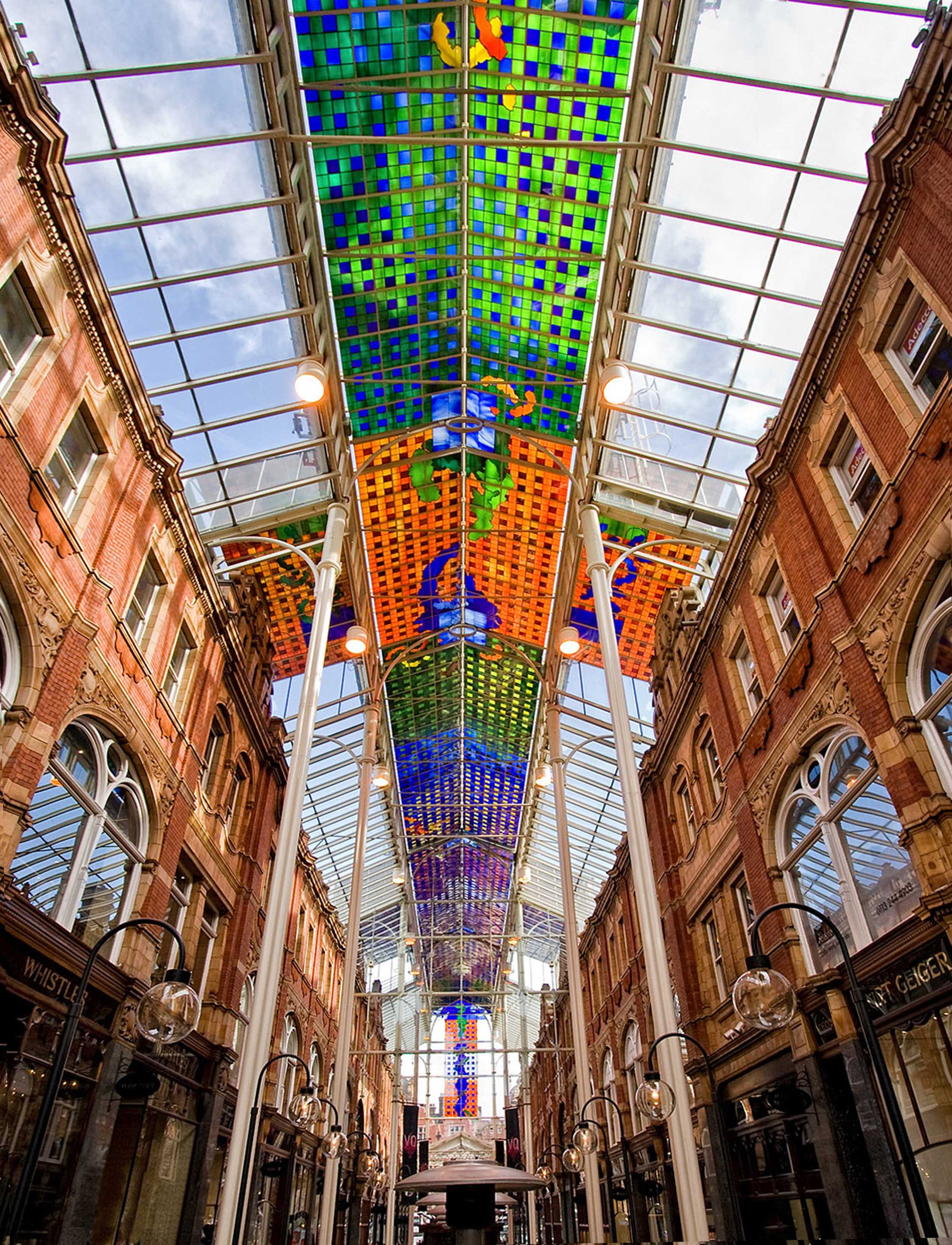
英国利兹维多利亚区的购物商场天篷（1989 年），欧洲最大的彩色玻璃作品。